# Arik Benado
Pour les articles homonymes, voir Benado.
Arik Benado (en hébreu : אריאל אריק), né le 5 décembre 1973 à Haïfa en Israël, est un footballeur international israélien qui évoluait au poste de défenseur central reconverti en entraîneur. Il détient le record de sélections avec l'équipe d'Israël après Yossi Benayoun et Tal Ben Haim.

## Biographie

### Carrière
Benado est formé au Maccabi Haïfa, où son père, Shlomo, a joué pour Haïfa dans les années 1970. Il a commencé à jouer à l'âge de neuf ans, a gravi les échelons dans l'équipe.
Ses débuts dans l'équipe première est en 1991, et avec qu'il a remporté la coupe nationale en 1993 et un championnat national en 1994 (durant la saison 1993/1994, il joue seulement 20 matchs sur 39). 
Après trois saisons et 66 matchs sous les couleurs du Maccabi Haïfa. Il a été transféré au Betar Jérusalem pour gagner du temps de jeu.
Deux ans plus tard, il est de retour au Maccabi Haïfa et il devient peu à peu l'un des éléments-clé du dispositif. Durant la saison 1998/1999, il devient le capitaine du Maccabi à la place d'Alon Mizrahi qui est parti jouer à l'OGC Nice.
Sous la direction d'Avraham Grant, il a gagné deux championnats d'affilée. La saison 2002/2003, le Maccabi Haïfa devient le club israélien à réussir à se qualifier en phase de groupe de la Ligue des Champions. Sous la direction de Ronny Levy, il a remporté trois championnats supplémentaires lors de ces saisons le club introduit un jeu de défense fort, dur et subi très peu de buts.
À la fin de la saison 2005/2006, il quitte le Maccabi Haïfa, même s'il était sous contrat. Il a engagé une procédure judiciaire contre le club, et a finalement atteint un compromis avec le président du club Jacob Shahar vendu son contrat au Beitar Jérusalem. Il a gagné deux championnats et deux coupes nationales.
Au début de la saison 2010/2011, il est retourné au Maccabi Haïfa. La saison a débuté lorsque des parties du public sont opposés à son retour de Betar et il joue à peine. Vers le milieu de la saison, il a eu une place permanente dans l'équipe et était l'un des piliers qui ont conduit le club à gagner le championnat.
Il a organisé le 21 juin 2011, une conférence de presse pour annoncer qu'il arrêtait sa carrière professionnelle.
Benado a remporté sept championnats, une Coupe nationale et trois Coupes Toto avec le Maccabi Haïfa. Il a joué plus de 400 matchs pour le Maccabi et il était le capitaine du Maccabi de 1999 à 2006.

### Équipe nationale
Arik Benado a eu 39 apparitions et un but  en Israël espoirs entre 1992 et 1995.
Il est convoqué pour la première fois par le sélectionneur national Shlomo Scharf pour un match amical face au Brésil le 17 mai 1995. Il entre à la 77e minute à la place d'Alon Hazan (défaite 2-1). Il a été cinq fois le capitaine de l'équipe d'Israël.
Il est le joueur le plus capé (94 sélections) de la sélection israélienne de football devant son compatriote Yossi Benayoun (93).

### Entraîneur
Le 17 novembre 2012, il a été nommé entraîneur par intérim pour le Maccabi Haïfa, avant d'être nommé entraîneur de l'équipe une semaine plus tard le 25 novembre 2012.

## Palmarès
- Avec le Maccabi Haïfa :
  - champion d'Israël en 1994, 2001, 2002, 2004, 2005, 2006 et 2011
  - vainqueur de la coupe d'Israël en 1993 et 1998
  - vainqueur de la Toto Cup en 1994, 2002 et 2006.
- Avec le Betar Jérusalem :
  - champion d'Israël en 2007 et 2008
  - vainqueur de la coupe d'Israël en 2008 et 2009
  - vainqueur de la Toto Cup en 2010.

## Statistiques

### Statistiques en club
| Saison                | Club                  | Championnat           | Championnat | Championnat | Coupe nationale | Coupe nationale | Coupe de la Ligue | Coupe de la Ligue | Compétition(s) continentale(s) | Compétition(s) continentale(s) | Compétition(s) continentale(s) | Israël | Israël | Total | Total |
| Saison                | Club                  | Division              | M.          | B.          | M.              | B.              | M.                | B.                | Comp.                          | M.                             | B.                             | M.     | B.     | M.    | B.    |
| 1991 - 1992           | Maccabi Haïfa         | Ligat HaAl            | 20          | 0           | -               | -               | -                 | -                 | -                              | -                              | -                              | -      | -      | 20    | 0     |
| 1992 - 1993           | Maccabi Haïfa         | Ligat HaAl            | 26          | 0           | -               | -               | -                 | -                 | -                              | -                              | -                              | -      | -      | 26    | 0     |
| 1993 - 1994           | Maccabi Haïfa         | Ligat HaAl            | 20          | 0           | -               | -               | -                 | -                 | C2                             | 2                              | 0                              | -      | -      | 22    | 0     |
| 1994 - 1995           | Beitar Jérusalem      | Ligat HaAl            | 29          | 1           | -               | -               | -                 | -                 | -                              | -                              | -                              | 1      | 0      | 30    | 1     |
| 1995 - 1996           | Beitar Jérusalem      | Ligat HaAl            | 31          | 0           | -               | -               | -                 | -                 | -                              | -                              | -                              | 4      | 0      | 35    | 0     |
| 1996 - 1997           | Maccabi Haïfa         | Ligat HaAl            | 27          | 0           | -               | -               | -                 | -                 | -                              | -                              | -                              | 11     | 0      | 38    | 0     |
| 1997 - 1998           | Maccabi Haïfa         | Ligat HaAl            | 27          | 1           | -               | -               | -                 | -                 | -                              | -                              | -                              | 7      | 0      | 34    | 1     |
| 1998 - 1999           | Maccabi Haïfa         | Ligat HaAl            | 27          | 1           | -               | -               | -                 | -                 | C2                             | 5                              | 0                              | 13     | 0      | 45    | 1     |
| 1999 - 2000           | Maccabi Haïfa         | Ligat HaAl            | 36          | 1           | -               | -               | -                 | -                 | -                              | -                              | -                              | 9      | 0      | 45    | 1     |
| 2000 - 2001           | Maccabi Haïfa         | Ligat HaAl            | 36          | 1           | -               | -               | -                 | -                 | C3                             | 2                              | 0                              | 9      | 0      | 47    | 1     |
| 2001 - 2002           | Maccabi Haïfa         | Ligat HaAl            | 31          | 1           | -               | -               | -                 | -                 | -                              | -                              | -                              | 5      | 0      | 36    | 1     |
| 2002 - 2003           | Maccabi Haïfa         | Ligat HaAl            | 31          | 1           | -               | -               | -                 | -                 | C1+C3                          | 10+2                           | 0+0                            | 9      | 0      | 52    | 1     |
| 2003 - 2004           | Maccabi Haïfa         | Ligat HaAl            | 29          | 1           | -               | -               | -                 | -                 | C3                             | 6                              | 0                              | 7      | 0      | 42    | 1     |
| 2004 - 2005           | Maccabi Haïfa         | Ligat HaAl            | 32          | 0           | -               | -               | -                 | -                 | C1+C3                          | 2+2                            | 0+0                            | 8      | 0      | 44    | 0     |
| 2005 - 2006           | Maccabi Haïfa         | Ligat HaAl            | 30          | 2           | -               | -               | -                 | -                 | C1                             | 2                              | 0                              | 6      | 0      | 38    | 2     |
| 2006 - 2007           | Beitar Jérusalem      | Ligat HaAl            | 23          | 0           | -               | -               | -                 | -                 | -                              | -                              | -                              | 4      | 0      | 27    | 0     |
| 2007 - 2008           | Beitar Jérusalem      | Ligat HaAl            | 29          | 0           | -               | -               | -                 | -                 | C1                             | 2                              | 0                              | 1      | 0      | 32    | 0     |
| 2008 - 2009           | Beitar Jérusalem      | Ligat HaAl            | 31          | 0           | -               | -               | -                 | -                 | C1                             | 2                              | 0                              | -      | -      | 33    | 0     |
| 2009 - 2010           | Beitar Jérusalem      | Ligat HaAl            | 31          | 2           | -               | -               | -                 | -                 | -                              | -                              | -                              | -      | -      | 31    | 2     |
| 2010 - 2011           | Maccabi Haïfa         | Ligat HaAl            | 25          | 0           | -               | -               | -                 | -                 | -                              | -                              | -                              | -      | -      | 25    | 0     |
| Total sur la carrière | Total sur la carrière | Total sur la carrière | 571         | 12          | 0               | 0               | 0                 | 0                 | -                              | 37                             | 0                              | 94     | 0      | 702   | 12    |

### Statistiques d'entraîneur
Le tableau suivant récapitule les statistiques d'Arik Benado durant sa carrière d'entraîneur en club.
| Saison      | Équipe        | Matchs | Victoires | Nuls | Défaites | Vic.%   | Nul.%   | Déf.%   |
| Depuis 2012 | Maccabi Haïfa | 55     | 30        | 13   | 12       | 54,55 % | 23,64 % | 21,81 % |